# 威爾馬斯維爾 (密蘇里州)
威爾馬斯維爾（英語：Willmathsville）是位於美國密蘇里州亞代爾縣的非建制地區。

## 歷史
威爾馬斯維爾的郵局於1855年設立，其後於1951年停運。

## 地理
威爾馬斯維爾所處的海拔為高於海平面268米（即879英呎），而該地所採用的時區為UTC-6，即北美中部時區（CST）。同時該地設有夏令時間，為UTC-6調快一小時，即UTC-5（CDT）。